# 大島佐利
大島 佐利（おおしま さとし、1988年1月1日 - ）は、日本の元ラグビー選手。

## プロフィール
- 栃木県栃木市出身。
- ポジションはフランカー(FL)、ナンバーエイト(NO.8)。
- 身長 181cm、体重 97kg
- ニックネームはサリー、29番。
- 7人制日本代表に選ばれている。
- U19日本代表に選ばれたことがある。

## 略歴
高校1年の冬からラグビーを始めた。 
2006年、國學院栃木高校卒業後、早稲田大学に入る。なお國學院栃木高校時代に2005年度高校日本代表に選ばれ、第29回高校東西対抗試合に東軍で出場した。
2010年、早稲田大学卒業後、サントリーサンゴリアスに加入。同年10月17日に行われたジャパンラグビートップリーグ第6節のコカ・コーラウエストレッドスパークス戦に途中出場で公式戦初出場を果たす。 
2020年、現役を引退した。